# 紀元前599年
紀元前599年（きげんぜん599ねん）は、西暦（ローマ暦）による年。紀元前1世紀の共和政ローマ末期以降の古代ローマにおいては、ローマ建国紀元155年として知られていた。紀年法として西暦（キリスト紀元）がヨーロッパで広く普及した中世時代初期以降、この年は紀元前599年と表記されるのが一般的となった。

## 他の紀年法
- 干支 : 壬戌
- 日本
  - 皇紀62年
  - 神武天皇62年
- 中国
  - 周 - 定王8年
  - 魯 - 宣公10年
  - 斉 - 恵公10年
  - 晋 - 景公元年
  - 秦 - 桓公5年
  - 楚 - 荘王15年
  - 宋 - 文公12年
  - 衛 - 穆公元年
  - 陳 - 霊公15年
  - 蔡 - 文侯13年
  - 曹 - 文公19年
  - 鄭 - 襄公6年
  - 燕 - 宣公3年
- 朝鮮
  - 檀紀1735年
- ユダヤ暦 : 3162年 - 3163年

## できごと

### 中国
- 斉が済西の田地を魯に返還した。
- 斉の崔杼が衛に亡命した。
- 陳の夏徴舒が霊公を殺害した。
- 宋軍が滕に侵攻した。
- 鄭が楚についたことから、晋・宋・衛・曹の連合軍が鄭を攻撃し、和約を結んで引き揚げた。
- 魯の公孫帰父が軍を率いて邾に侵攻し、繹を奪った。
- 楚軍が鄭に侵入すると、晋の士会が鄭を救援し、楚軍を潁北に追撃した。

## 死去
- 斉の恵公
- 陳の霊公